# Chineham
Chineham – wieś w Anglii, w hrabstwie Hampshire, w dystrykcie Basingstoke and Deane. Leży 35 km na północny wschód od miasta Winchester i 69 km na zachód od Londynu. W 2001 miejscowość liczyła 7003 mieszkańców.